# OG (E-Sport-Organisation)
OG ist eine professionelle europäische E-Sport-Organisation mit Schwerpunkt auf Dota 2 und der Name des in dieser Disziplin antretenden Teams. Darüber hinaus tritt man im Taktikshooter Counter-Strike 2 an. Gemessen an gewonnenen Preisgeldern ist OG nach Team Liquid die zweiterfolgreichste E-Sport-Organisation der Geschichte (Stand April 2021).

## Geschichte
OG wurde am 31. Oktober 2015 von ehemaligen Mitgliedern des „(monkey) Business Teams“ gegründet. Nach der Umbenennung zu OG gewann das Team im November 2015 die „Dota 2 Major Championship“ in Frankfurt und gewann so ein Preisgeld in Höhe von einer Million Dollar. Trotz des siebten Platz auf der Shanghai Major im März 2016 gewann OG die Manila Major im Juni 2016. Damit ist OG das erste Team, welches zwei von Valve finanzierte Dota 2 Wettkämpfe gewann.
2016 wurde OG zum „The International 2016“ eingeladen und nahm als einer der Favoriten teil, endete jedoch lediglich im Bereich 9 – 12 von insgesamt 16 teilnehmenden Teams. Im August 2016 verließen die Gründungsmitglieder MoonMeander, Miracle- und Cr1t- das Team. Sie wurden durch S4, ana und JerAx ersetzt. Trotz des veränderten Teams gewann OG die „Boston Major“ im Dezember 2016 und damit den dritten „Dota 2 Major Championship“ Titel.
2018 gewann OG die achte Austragung des The International in Vancouver. Im Finale am 25. August 2018 setzten sie sich 3:2 gegen PSG.LGD durch.
Durch Erfolge, wie den zweimaligen Gewinn des The International, belegen die ehemaligen Spieler N0tail, Ceb und Topson, Ana und JerAx, die ersten fünf Plätze in der Liste der erfolgreichsten E-Sportler nach Preisgeld (Stand November 2021).
Im Dezember 2019 präsentierte die Organisation erstmals ein eigenes Team im Spiel Counter-Strike: Global Offensive, zu dem unter anderem bekannte Gesichter wie Nathan 'NBK-' Schmitt gehören. Beim cs_summit #5 im Dezember 2019 erreichte das Team als Einstieg direkt den geteilten 3. – 4. Platz. Bei der GG.Bet ICE Challenge 2020 schied OG im Viertelfinale aus. Beim cs_summit #7 landete das Team auf dem 5. – 6. Platz.

## Ergebnisse
| Datum             | Platz    | Turnier                | Preisgeld    |
| ----------------- | -------- | ---------------------- | ------------ |
| 21. November 2015 | 1.       | Frankfurt Major 2015   | 1.110.000 $  |
| 4. März 2016      | 7.       | Shanghai Major 2016    | 105.000 $    |
| 15. Mai 2015      | 3.       | EPICENTER 2015         | 60.000 $     |
| 22. Mai 2016      | 1.       | DreamLeague Season 5   | 50.000 $     |
| 12. Juni 2016     | 1.       | Manila Major 2016      | 1.110.000 $  |
| 19. Juni 2016     | 1.       | ESL One Frankfurt 2016 | 157.273 $    |
| 17. Juli 2016     | 2.       | The Summit 5           | 22.735 $     |
| 9. August 2016    | 9. – 12. | The International      | 311.557 $    |
| 10. Dezember 2016 | 1.       | Boston Major 2016      | 1.000.000 $  |
| 26. August 2018   | 1.       | The International      | 11.234.158 $ |
| 25. August 2019   | 1.       | The International      | 15.620.181 $ |
| 17. Oktober 2021  | 7. – 8.  | The International      | 1.000.500 $  |
| 22. Mai 2022      | 1.       | ESL One Stockholm 2022 | 200.000 $    |
| 24. Juli 2022     | 3. – 4.  | Riyadh Masters 2022    | 425.000 $    |